# Deutsche Schwimmmeisterschaften 1965
Die 77. Deutschen Schwimm- und Springmeisterschaften fanden vom 12. bis 15. August 1965 im Freibad Itzehoe statt.
| Disziplin        | Männer             | Männer             | Männer               | Frauen                  | Frauen                  | Frauen            |
| Disziplin        | Name               | Verein             | Zeit                 | Name                    | Verein                  | Zeit              |
| ---------------- | ------------------ | ------------------ | -------------------- | ----------------------- | ----------------------- | ----------------- |
| 100 m Kraul      | Hans-Joachim Klein | DSW 1912 Darmstadt | 00:54,7              | Gisela Dick             | Düsseldorf              | 01:05,1           |
| 400 m Kraul      | Holger Kirschke    | TV Wetzlar         | 04:25,0              | Margit Hettling         | S.V. Weser              |                   |
| 1500 m Kraul     | Holger Kirschke    | TV Wetzlar         | 17:43,3              | nicht ausgetragen       | nicht ausgetragen       | nicht ausgetragen |
| 200 m Brust      | Fred Fries         | SSV Trier          | 02:36,6              | Uta Frommater           | SV 02 Oldenburg         | 02:55,1           |
| 100 m Rücken     | nicht ausgetragen  | nicht ausgetragen  | nicht ausgetragen    | Gisela Bothe            |                         |                   |
| 200 m Rücken     | Reinhard Blechert  | DSW 1912 Darmstadt | 02:18,1              | nicht ausgetragen       | nicht ausgetragen       | nicht ausgetragen |
| 200 m Schmettern | Werner Freitag     | ATS Bremerhaven    | 02:13,0 (DSV-Rekord) | nicht ausgetragen       | nicht ausgetragen       | nicht ausgetragen |
| 400 m Lagen      | Holger Kirschke    | TV Wetzlar         | 05:03,7              | Heike Hustede           | VfL Osnabrück           | 05:46,6           |
| 4 × 100 m Kraul  | DSW 1912 Darmstadt | DSW 1912 Darmstadt | 03:50,2 NR           | nicht ausgetragen       | nicht ausgetragen       | nicht ausgetragen |
| 4 × 200 m Kraul  | DSW 1912 Darmstadt | DSW 1912 Darmstadt | 08:36,8 (DSV-Rekord) | nicht ausgetragen       | nicht ausgetragen       | nicht ausgetragen |
| 4 × 100 m Lagen  | DSW 1912 Darmstadt | DSW 1912 Darmstadt | 04:16,7              | Wasserfreunde Wuppertal | Wasserfreunde Wuppertal | 05:08,2           |